# 霍多里
50°37′53″N 29°13′38″E / 50.63139°N 29.22722°E
霍多里（烏克蘭語：Ходори）是烏克蘭北部的村莊，隸屬日托米爾州的日托米爾區。該村面積0.707平方公里，海拔高度170米，2001年人口119，人口密度每平方公里168.32人。